# Christophe Baroni
Pour les articles homonymes, voir Baroni.
Christophe Baroni, né le 2 septembre 1934  dans le canton de Vaud, est un écrivain suisse.

## Biographie
Christophe Baroni est né d'une mère d'origine belge - née Germaine Lacroix en 1898 et morte en 1992 - et d'un père pasteur et docteur en théologie, Victor Baroni (1893-1969), prédicateur et auteur de Les Études modernes sur le mysticisme en 1919, de La Contre-Réforme devant la Bible en 1943 et de La Bible dans la vie catholique depuis la Réforme en 1955.
Outre sa licence en lettres classiques obtenue en 1956, et son doctorat en sciences pédagogiques sur le sujet Nietzsche éducateur, de l'homme au surhomme obtenu en 1961 à l'université de Lausanne, il a entrepris une formation en psychothérapie analytique à Genève de 1957 à 1963 à l'Institut Charles Baudouin, ainsi qu'en graphologie et en morphopsychologie à l'Institut français de Culture humaine,
Il a enseigné le français et l'histoire dans les collèges d'Aubonne, entre 1956 et 1960, puis de Nyon, entre 1960 et 1994[réf. nécessaire].
Il a fondé à Nyon, en 1970, les Éditions Lynx et par ailleurs a été le rédacteur, de 1967 à 1969, de la revue Action et Pensée, puis, de 1969 à 1977, rédacteur du Gymnasium Helveticum, organe de la Société suisse des professeurs de l'enseignement secondaire. En 1978 il a fondé à Nyon la revue trimestrielle Ouverture, qui a publié 64 numéros jusqu'à fin 1993, avant d'être remplacée en 1995 par les Éditions Lueur d'espoir.
Christophe Baroni donne de nombreuses conférences et anime des séminaires sur la psychologie, la vie affective et sexuelle du couple, l'éducation, les problèmes scolaires, la graphologie et la morphopsychologie, la psychothérapie, la quête spirituelle.
Il a publié de nombreux articles dans le Journal de Genève, Le Monde de l’éducation et les hebdomadaires suisses Coopération et Construire, ainsi que dans divers magazines. Il a collaboré longtemps avec la Radio Suisse Romande et y a enregistré notamment de nombreux entretiens avec Marie-Claude Leburgue, une pionnière du féminisme suisse. Il a également donné une série d'émissions sur l'éducation à la télévision Suisse Romande, où il a collaboré aussi à diverses émissions.
Il a créé son site Internet consacré au couple, à l'éducation, aux problèmes scolaires, à la santé et aux handicaps, au rêve, à la psychothérapie, à la spiritualité, mais aussi aux aspects cachés des relations Nord-Sud et aux crimes coloniaux et post-coloniaux : il y lutte pour le respect des droits humains (et en particulier de la dignité des femmes), et contre la désinformation dans la tragédie du Rwanda. À ce jour, il a écrit 27 ouvrages et enregistré des CD audio.
Il est chroniqueur dans l'émission point de vue à la télévision suisse dans les années 1970.
Christophe Baroni est le père du narratologue Raphaël Baroni, auteur de La Tension narrative en 2007 et de L'Œuvre du temps en 2009, aux Éditions du Seuil.

## Ouvrages
- Nietzsche éducateur, De l'homme au surhomme, thèse de doctorat, Buchet/Chastel, Paris, 1961; rééd. revue, corrigée et complétée chez Fabert, Paris, 2008
- Introduction à la psychologie des profondeurs, résumé d'un cours de psychologie, Nyon, 1966
- Les parents, ces inconnus, étude psychanalytique, Mont-Blanc, Genève, 1969 (trad. en espagnol, Los padres esos desconocidos, Studium, Madrid, 1972)[4]
- L'infidélité, pourquoi ? ouvrage collectif, Lynx, Nyon, 1970 (trad. en espagnol, La infidelidad, sus causas profundas, Granica, Buenos Aires, 1971 et en portugais, A infidelidade porquê ?, Publicaçoes Europa-America, Mem Martins, Portugal, 1974)[5]
- Mais avec amour, Lynx, Nyon, 1971[6]
- Mieux que la pilule (sur la vasectomie), Lynx, Nyon, 1972 (trad. en portugais, Melhor que a pilula, Publicaçoes Europa-America, Mem Martins, Portugal, 1973)[7]
- Le sexe fort serait-il, inconsciemment, le sexe faible ?, Lynx, Nyon, 1973[8]
- Ce que Nietzsche a vraiment dit, Marabout-Université, Verviers, 1975
- Compréhension et ouverture, une synthèse (sur les divers aspects de la psychologie), Lueur d'espoir, Nyon, 1993
- Sous le masque: nos ambiguïtés, nos paradoxes, Lueur d'espoir, Nyon, 1995
- Un regard différent, Lueur d'espoir, Nyon, 1996
- L'éveil de l'esprit, Lueur d'espoir, Nyon, 1997
- Le temps des incertitudes, Lueur d'espoir, Nyon, 1998
- Charles Baudouin, précurseur de la sophrologie, pionnier de l' « éducation nouvelle » psychothérapeute au-dessus des querelles d'écoles, sage dans le désarroi du XXe siècle, Lueur d'espoir, Nyon, 1999
- Vitamines spirituelles, anthologie, Lueur d'espoir, Nyon, 2000
- Grandes heures de la vie, anthologie, Lueur d'espoir, Nyon, 2001
- Solidaires!, Lueur d'espoir, Nyon, 2003
- Du vide existentiel à la plénitude, Lueur d'espoir, Nyon, 2005
- Le « grand amour » : un mythe?, Lueur d'espoir, Nyon, 2005
- Psychothérapies : voies vers la guérison, Lueur d'espoir, Nyon, 2006
- Le rêve en psychothérapie, Lueur d'espoir, Nyon, 2007
- Ce que révèle l'écriture, Lueur d'espoir, Nyon, 2009
- Les révélations des gestes et du visage, Lueur d'espoir, Nyon, 2010
- Face au 'paranormal', Lueur d'espoir, Nyon, 2011
- De la détente à la créativité, Lueur d'espoir, Nyon, 2012
- La vie du couple : sa naissance, ses phases, ses crises, son avenir dans une société en mutation, Lueur d'espoir, Nyon, 2014
- Diane ou le refus d'être femme-objet, Lueur d'espoir, Nyon, 2016
- Lettre ouverte au pape François, Lueur d'espoir, Nyon, 2020